# Логинова, Галина Александровна
Гали́на Алекса́ндровна Ло́гинова (род. 28 октября 1950, Туапсе ) — советская, российская и американская актриса. Мать актрисы Миллы Йовович.

## Биография
Галина Логинова родилась в Туапсе в семье офицера. Родители из Тулы. Затем её семья переехала на Украину в Днепропетровск. По другим источникам Галина родилась непосредственно в Днепропетровске.
Окончила среднюю школу в Днепропетровске (Украина). Когда в Киеве состоялся отбор на целевой курс во ВГИК, она сделала попытку на него попасть. Пройдя большой конкурс была отобрана в группу, которая из Киева была отправлена на учёбу во ВГИК. Руководителем группы стал Владимир Белокуров. Среди её сокурсников Сергей Свечников, Ирина Шевчук, Людмила Ефименко, Нина Ильина, Николай Секмименко и Андрей Праченко. 
Начала сниматься ещё студенткой в возрасте 18 лет. Первая роль — в телесериале «Тени исчезают в полдень». На картину её пригласили вместе с подругой Ириной Шевчук, но она не смогла принять участие и Галина снималась одна.
После завершения обучения выпускники должны были вернуться обратно на Украину и стать актёрами Киностудии имени Довженко. Как и планировалось условиями обучения - после завершения обучения во ВГИК она вернулась на Украину и стала актрисой данной киностудии.
Помимо кино играла в театре. Наиболее известные её роли в советском кино — Беатриче в телефильме «Много шума из ничего» (1973) и Молли в детективе «Миллионы Ферфакса» (1980).
В ресторане гостиницы "Лыбидь" на площади Победы Галина познакомилась с югославом Богданом Йововичем, за которого в дальнейшем вышла замуж. Вскоре после знакомства Галина отправилась на съемки в Херсонскую область, где играла молодую учительницу в фильме Голубой патруль. Боги, влюбленный в неё, решил ехать к ней. Но иностранец для передвижения по территории СССР должен был получить разрешение. Поэтому Йовович отправился по чужому паспорту.
Кто-то сообщил о факте визита иностранца и по возвращении в Киев на студии устроили разбор "антиобщественного поведения" Логиновой. Поскольку актриса в своём поведении на собрании не раскаялась и прекращать предосудительные отношения не собиралась, её вызвали в КГБ, где с ней провели беседу.
Несмотря на беседу в КГБ Галина не порвала с Богданом и официальный брак пара заключила в 1974 году. Поселились сначала на Борщаговке, потом перебрались на Русановку. Там 17 декабря 1975 года у неё родилась дочь Милла.
Пока родители жили в Киеве занимались своими карьерами, дочку в возрасте двух лет отдали на воспитание бабушке в Днепропетровск, где она ходила в детский сад №27, расположенный в левобережной части Днепропетровска неподалёку от мясокомбината. В три года и три месяца родители забрали Миллу обратно в Киев.
Богдан оказался в СССР в возрасте 17 лет. Его отец и дядя в 1947 году в Югославии выступили против Иосифа Тито и попали в тюрьму. Отсидев девять лет из положенных 18, они попали под амнистию. Однако после восстания в Венгрии снова начались репрессии. Братья Йовович нелегально оказались в Албании. Посольство СССР в этой стране помогло перебраться им в Советский Союз. Обосновались они в Киеве. Спустя несколько лет по линии Красного Креста у них получилось забрать к себе юного Боги (Богдана). В Киеве он поступил в Киевский медицинский институт. После его окончания стал врачом-терапевтом, а потом проходил интернатуру по хирургии.
Переехав в СССР отец и дядя Боги не отказались борьбы с Тито. Они основали компартию Югославии в изгнании. Йововичей пригласили в КГБ и объяснили, что такая деятельность несовместима с проживанием в СССР. Но эмигранты не вняли советам и продолжали свою деятельность.
В результате этого в 1976 году Богдану пришлось покинуть СССР и улететь в Лондон, а Галина с дочерью получить разрешение на выезд не смогла. Получение этого разрешение затянулось и до отъезда она успела сняться в фильмах «Сказка как сказка…», "Киевские встречи", «Пробивной человек», «Миллионы Ферфакса». Вместе с тем оказывалось давление на актрису, чтобы подала на развод с иностранцем.  Но от планов уехать она не отказалась и в 1980 году Галина с дочерью выехала из СССР в Великобританию, где семья воссоединилась. Несколько лет они прожили в Лондоне, затем переехали в США: в Сакраменто, затем в Лос-Анджелес. Одновременно в этим, в интервью Галина вспоминает, что покинула СССР в 1981 году в январе.
В 1980-е годы Галина после переезда в США бралась за любую работу и одно время была прислугой в доме голливудского режиссёра Брайана де Пальмы. Богдан учился на медицинских курсах, чтобы сдать экзамены и получить американскую лицензию врача.
После переезда в США Галина, поняв, что актёрскую карьеру она продолжить не сможет по причине невостребованности, посвятила себя воспитанию дочери и её актёрской карьере. Занималась с ней лично, а также определила её на различные актёрские и модельные курсы.
Мама Галины переехала к дочери в США и в 2010-х скончалась.
В 2000-е годы снялась в нескольких российских и американских фильмах. В настоящее время проживает в США, но более не является агентом своей дочери, как в начале её карьеры.
В 2005 году Галина вместе с дочерью посетила Киев и в рамках визита они побывали в тех местах, где прошла их жизнь в СССР,
В 2010 году вместе с дочерью Галина участвовала в съемках российского фильма-комедии «Выкрутасы», которые прошли в России. Своей актёрской работой в этом фильме Галина оказалась недовольна. На результат повлияло, по её мнению, то, что в Москве была жара и дым (горели торфяники). В итоге за время девятидневной командировки она так и не смогла адаптироваться и нормально начать работать.
Последний к настоящему моменту фильм с её участием — американский полнометражный немой фильм «Немая жизнь» (англ. Silent Life; вышел на экраны в августе 2012 года). Галина сыграла в нём роль легендарной голливудской звезды немого кино Аллы Назимовой.
Галина имеет два паспорта — американский и российский.

## Личная жизнь
- Супруг: Богдан Йовович, врач-терапевт[14] (в разводе).
- Дочь: Милла Йовович, актриса.

## Фильмография
| Год  |   | Название                                       | Роль                     |
| ---- | - | ---------------------------------------------- | ------------------------ |
| 1971 | ф | Тени исчезают в полдень                        | Ольга Воронова           |
| 1973 | ф | Каждый вечер после работы                      | Имя персонажа не указано |
| 1973 | ф | Много шума из ничего                           | Беатриче                 |
| 1973 | ф | Товарищ бригада                                | Людмила Краснова         |
| 1974 | ф | Голубой патруль                                | Татьяна                  |
| 1974 | ф | Кто, если не ты…                               | Валя                     |
| 1974 | ф | Лето в Журавлином                              | Марина                   |
| 1976 | ф | Меня ждут на земле                             | Вера, официантка         |
| 1978 | ф | Сказка как сказка…                             | Злая фея                 |
| 1979 | ф | Киевские встречи                               | Имя персонажа не указано |
| 1979 | ф | Пробивной человек                              | Светлана                 |
| 1980 | ф | Миллионы Ферфакса                              | Молли Фирон              |
| 1987 | с | Пугало и миссис Кинг / Scarecrow and Mrs. King | русская девушка в холле  |
| 1991 | с | Супермальчик / Superboy                        | русский офицер           |
| 1993 | ф | Пленник времени / Prisoner of Time             | Роза                     |
| 2002 | ф | Гипнотизёр / The Mesmerist                     | мать                     |
| 2006 | ф | Человек безвозвратный                          | Алевтина Терпищева       |
| 2010 | ф | Выкрутасы                                      | Галина Александровна     |